# Драфт НХЛ 1989
Драфт НХЛ 1989 відбувся 17 червня в «Метрополітен Спорт Центрі» (Блумінгтон, Міннесота,  США) — домашній арені клуба «Міннесота Норз-Старс». Всього було проведено 12 раундів драфту, в котрих команди НХЛ закріпили свої права на спортивну діяльність 252 хокеїстів.

## Вибір за раундом
| Загальне місце | Хокеїст                | Позиція              | Команда НХЛ            |
| -------------- | ---------------------- | -------------------- | ---------------------- |
| 1-й раунд      |                        |                      |                        |
| 1              | Матс Сундін            | центральний нападник | «Квебек Нордікс»       |
| 2              | Дейв Чізовський        | лівий нападник       | «Нью-Йорк Айлендерс»   |
| 3              | Скотт Торнтон          | центральний нападник | «Торонто Мейпл-Ліфс»   |
| 4              | Стю Барнс              | центральний нападник | «Вінніпег Джетс»       |
| 5              | Білл Герін             | правий нападник      | «Нью-Джерсі Девілс»    |
| 10             | Боббі Голік            | центральний нападник | «Гартфорд Вейлерс»     |
| 11             | Майк Сіллінджер        | центральний нападник | «Детройт Ред-Вінгс»    |
| 14             | Кевін Голлер           | захисник             | «Баффало Сейбрс»       |
| 16             | Джеймі Г'юард          | захисник             | «Піттсбург Пінгвінс»   |
| 19             | Олаф Колціг            | воротар              | «Вашингтон Кепіталс»   |
| 2-й раунд      |                        |                      |                        |
| 22             | Адам Фут               | захисник             | «Квебек Нордікс»       |
| 23             | Тревіс Грін            | центральний нападник | «Нью-Йорк Айлендерс»   |
| 24             | Кент Мандервілль       | центральний нападник | «Калгарі Флеймс»       |
| 25             | Ден Ратушний           | захисник             | «Вінніпег Джетс»       |
| 30             | Патріс Брізбуа         | захисник             | «Монреаль Канадієнс»   |
| 33             | Грег Джонсон           | центральний нападник | «Філадельфія Флаєрс»   |
| 34             | Патрік Юлін            | лівий нападник       | «Філадельфія Флаєрс»   |
| 42             | Тед Друрі              | центральний нападник | «Калгарі Флеймс»       |
| 3-й раунд      |                        |                      |                        |
| 47             | Скотт Пеллерін         | крайній нападник     | «Нью-Джерсі Девілс»    |
| 53             | Ніклас Лідстрем        | захисник             | «Детройт Ред-Вінгс»    |
| 61             | Джейсон Вуллі          | захисник             | «Вашингтон Кепіталс»   |
| 62             | Кріс Дрейпер           | захисник             | «Вінніпег Джетс»       |
| 4-й раунд      |                        |                      |                        |
| 66             | Метт Мартін            | захисник             | «Торонто Мейпл-Ліфс»   |
| 70             | Роберт Райхель         | центральний нападник | «Калгарі Флеймс»       |
| 71             | Бретт Гауер            | захисник             | «Ванкувер Канакс»      |
| 74             | Сергій Федоров         | центральний нападник | «Детройт Ред-Вінгс»    |
| 78             | Йозеф Беранек          | центральний нападник | «Едмонтон Ойлерс»      |
| 79             | Джим Маккензі          | лівий нападник       | «Гартфорд Вейлерс»     |
| 82             | Трент Клатт            | правий нападник      | «Вашингтон Кепіталс»   |
| 5-й раунд      |                        |                      |                        |
| 98             | Кен Саттон             | захисник             | «Баффало Сейбрс»       |
| 6-й раунд      |                        |                      |                        |
| 109            | Ден Байлсма            | лівий нападник       | «Вінніпег Джетс»       |
| 110            | Девід Емма             | лівий нападник       | «Нью-Джерсі Девілс»    |
| 113            | Павло Буре             | правий нападник      | «Ванкувер Канакс»      |
| 114            | Девід Робертс          | крайній нападник     | «Сент-Луїс Блюз»       |
| 116            | Даллас Дрейк           | правий нападник      | «Детройт Ред-Вінгс»    |
| 117            | Ніклас Ерікссон        | крайній нападник     | «Філадельфія Флаєрс»   |
| 120            | Анатолій Семенов       | центральний нападник | «Едмонтон Ойлерс»      |
| 123            | Даніель Рюдмарк        | центральний нападник | «Лос-Анджелес Кінгс»   |
| 7-й раунд      |                        |                      |                        |
| 127            | Сергій Мильников       | воротар              | «Квебек Нордікс»       |
| 133            | Бретт Геркінс          | крайній нападник     | «Нью-Йорк Айлендерс»   |
| 140            | Дейвіс Пейн            | правий нападник      | «Едмонтон Ойлерс»      |
| 141            | Сергій Яшин            | лівий нападник       | «Едмонтон Ойлерс»      |
| 8-й раунд      |                        |                      |                        |
| 152            | Сергій Стариков        | захисник             | «Нью-Джерсі Девілс»    |
| 161            | Дерек Плант            | центральний нападник | «Баффало Сейбрс»       |
| 9-й раунд      |                        |                      |                        |
| 169            | В'ячеслав Биков        | центральний нападник | «Квебек Нордікс»       |
| 176            | Сенді Моджер           | крайній нападник     | «Ванкувер Канакс»      |
| 189            | Сергій Гомоляко        | крайній нападник     | «Калгарі Флеймс»       |
| 10-й раунд     |                        |                      |                        |
| 190            | Андрій Хомутов         | правий нападник      | «Квебек Нордікс»       |
| 191            | Володимир Малахов      | захисник             | «Нью-Йорк Айлендерс»   |
| 194            | Марк Естлі             | захисник             | «Баффало Сейбрс»       |
| 196            | Артур Ірбе             | воротар              | «Міннесота Норз-Старс» |
| 202            | Роман Оксюта           | крайній нападник     | «Нью-Йорк Рейнджерс»   |
| 207            | Джим Гіллер            | крайній нападник     | «Лос-Анджелес Кінгс»   |
| 11-й раунд     |                        |                      |                        |
| 221            | Володимир Константинов | захисник             | «Детройт Ред-Вінгс»    |
| 12-й раунд     |                        |                      |                        |
| 235            | Євген Давидов          | лівий нападник       | «Вінніпег Джетс»       |
| 238            | Гелмут Балдеріс        | правий нападник      | «Міннесота Норз-Старс» |
| 240            | Сергій Харін           | правий нападник      | «Вінніпег Джетс»       |

## Сумарна статистика за країнами
| Місце                      | Країна                     | Кількість |
| -------------------------- | -------------------------- | --------- |
| 1                          | Канада                     | 135       |
| 2                          | США                        | 77        |
| Всього з Північної Америки | Всього з Північної Америки | 212       |
| 3                          | СРСР                       | 18        |
| 4-5                        | Чехословаччина             | 9         |
| 4-5                        | Швеція                     | 9         |
| 6                          | Фінляндія                  | 3         |
| 7                          | ФРН                        | 1         |
| Всього з Європи            | Всього з Європи            | 40        |